# Avanço (desodorante)
Avanço é uma tradicional marca de desodorantes masculinos, produzido pela Coty Brasil. Fez sucesso nos anos 1970 e 1980, sendo acessível para a maioria da população devido a seu baixo preço. Outra característica sua era possuir um odor refrescante característico. As suas propagandas televisivas sempre traziam a frase: Com Avanço, elas avançam, como apelo de sedução.

## História
O desodorante Avanço foi lançado no Brasil em 1965 pela Gillette. Ao longo dos anos a marca pertenceu ao Laboratório Fontoura e posteriormente a DM Farmacêutica (Dorsay Monange), que adquiriu o Laboratório Fontoura em 1990. Em 2007, a marca passou a fazer parte do plantel da extinta Hypermarcas, após esta ter adquirido a DM Farmacêutica. Em novembro de 2015 a marca foi adquirida pela francesa Coty, após a mesma ter adquirido a divisão de cosméticos da Hypermarcas. 